# Nadměrná velikost
Nadměrná velikost (v originále Énorme) je francouzský hraný film z roku 2020, který režírovala Sophie Letourneur podle vlastního scénáře. Snímek měl světovou premiéru na mezinárodním festivalu nezávislých filmů v Bordeaux dne 17. října 2019.

## Děj
Frédéric chce dítě, ale Claire, profesionální pianistka, nikoliv. Frédéric proto zfalšuje její antikoncepční pilulky. Když Claire otěhotní, Frédéric začne s přípravami na porod.

## Obsazení
| Marina Foïs                     | Claire Girard      |
| Jonathan Cohen                  | Frédéric Girard    |
| Jacqueline Kakou                | Frédéricova matka  |
| Ayala Cousteau                  | učitelka na klavír |
| Prisca Jami Ceccomori           | gynekoložka        |
| Alexandre Berurrier             | hypnotyzér         |
| Anne Jonquet                    | advokát            |
| Marie-Joëlle Mertens de Wilmars | velvyslankyně      |
| Bettina Hondré                  | mladá klavíristka  |

## Ocenění
- Cena Jeana Viga
- César: nominace v kategorii nejlepší herec (Jonathan Cohen)